# Podemos (Brasil)
O Podemos (PODE), originalmente chamado Partido Trabalhista Nacional (PTN), é um partido político brasileiro de centro-direita à direita. A legenda tem sido comandada pela família Abreu (Dorival de Abreu, José Masci de Abreu e Renata Abreu) desde sua fundação em 1995. Em 2016, mudou seu nome para "Podemos" inspirado no lema da campanha de Barack Obama à presidência dos EUA, "sim, nós podemos" (em inglês: "yes, we can"); oficializado pelo Tribunal Superior Eleitoral (TSE) em maio de 2017.
Em dezembro de 2018, o partido incorporou o Partido Humanista da Solidariedade (PHS). Em 2022, iniciou o processo de incorporação do Partido Social Cristão (PSC), realizando convenção conjunta em dezembro do mesmo ano. Em 16 de junho de 2023, a incorporação foi homologada pelo TSE. Com a incorporação, seu número eleitoral passou a ser 20.
Em abril de 2025 possuía 811.631 filiados, sendo o nono maior partido brasileiro.23.432 candidatos disputam a eleição municipal de 2024 pelo partido, sendo 7.953 candidatas.

## História

### Fundação
O PTN foi fundado em 25 maio de 1995, ganhando o registro provisório no mesmo ano. Obteve o registro definitivo em 2 de outubro de 1997, tendo sido dirigido pelo ex-deputado do Partido Trabalhista Brasileiro (PTB, 1945-1965) Dorival de Abreu. A agremiação pretendia recriar o Partido Trabalhista Nacional (1945-1965), partido que veio a eleger Jânio Quadros e que foi fundado por uma dissidência do PTB getulista.

### 1998 a 2016

Na eleição de 1998, o PTN usava uma marca semelhante ao PTN original

Nas eleições de 1998, lançou como candidata à presidência sua secretária geral, Thereza Ruiz, obtendo votação superior a 100 mil votos e ficando em 10.º lugar.

Marca usada pelo PTN em boa parte de sua história. O partido usava uma vassoura em seu símbolo, remetendo à campanha de Jânio Quadros para presidente

Em São Paulo, apresentou o candidato a governador Fred Corrêa nas eleições de 2006 mas foi derrotado ao obter apenas 4.523 votos e ficar em 14.º lugar. Entretanto, elegeu seis deputados estaduais no país.
Entre 2008 e 2012, elegeu 28 prefeitos, 748 vereadores e seis deputados estaduais.
Após o falecimento de Dorival, seu irmão, o ex-deputado federal José de Abreu, dirigiu a legenda até 2013, sendo substituído pela sua filha, a também deputada federal Renata Abreu.
No pleito de 2014, elegeu 4 deputados federais, sendo eles: João Carlos Bacelar Batista (BA), Christiane Yared (PR), Edson Moreira (MG) e Renata Abreu (SP). Na época, também elegeu 14 deputados estaduais mas manteve um desempenho eleitoral pouco significativo.
Devido sua pouca projeção, a sigla que era tradicionalmente trabalhista e nacionalista, gradualmente acomodou seu programa às novas preferências políticas, passando a também agremiar nomes mais à direita e adotar uma perspectiva conservadora liberal. Nesse liame, com a janela partidária no início do ano de 2016, vários parlamentares trocaram de legenda e o destino de alguns deles foi o PTN que, à época, passou a ter 13 deputados federais. Ainda como PTN, obteve o maior crescimento proporcional no número de prefeituras nas eleições de 2016.

### Troca de nome e história recente

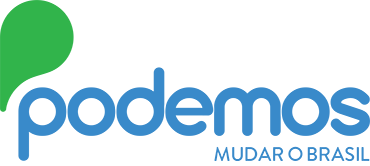
Logo do partido atualizada em 2017

Em maio de 2017, o então "Partido Trabalhista Nacional" foi autorizado a mudar de nome e passou a ser denominado "Podemos". A mudança foi uma tentativa de modernização devido à crise político-econômica de 2014. Baseado em pesquisas e estudos de consultorias, a organização foi renomeada por inspiração no mote "sim, nós podemos" (yes, we can) da campanha de Barack Obama à presidência dos EUA em 2008 e sem qualquer relação com o partido espanhol homônimo. A essa época, a bancada do partido foi caracterizada como de centro-direita com parlamentares conservadores pelo presidente do diretório estadual na Bahia, João Carlos Bacelar Batista, enquanto que a nova organização buscaria o centrismo, segundo seus dirigentes.
Ainda em 2017, passou a ter representatividade no Senado Federal com a filiação de Alvaro Dias, Romário e José Medeiros.

Em virtude da delação da JBS, em 18 de maio do mesmo ano, foi o primeiro partido a abandonar a base aliada do governo Michel Temer, saindo também do bloco partidário do qual integrava ao lado do Progressistas e do Avante (na época chamado de Partido Trabalhista do Brasil, PTdoB), então declarou-se independente em relação ao governo. Posteriormente, fez o mesmo com os deputados estaduais Chiquinho da Mangueira e Jorge Moreira Teodoro por votarem para livrar os colegas Jorge Picciani, então presidente da ALERJ, Paulo Melo e Edson Albertassi da prisão, sendo estes alvos da Operação Cadeia Velha. Por fim, expulsou o deputado Alexandre Baldy após o mesmo aceitar o cargo de ministro das cidades no governo do então presidente Michel Temer.

Material de campanha de Alvaro Dias nas eleições presidenciais de 2018.

Como candidato à presidência nas eleições de 2018, lançou Alvaro Dias. Para acompanhá-lo, Paulo Rabello de Castro, um ex-presidente do BNDES e do IBGE, foi escolhido como candidato a vice-presidente. No pleito da campanha, foi defendido um pacto social para refundar a República, o aumento de investimentos nos setores de educação, além de uma reforma tributária e política do país.
Em 21 de dezembro de 2018, incorporou o Partido Humanista da Solidariedade (PHS).
Nas eleições municipais de 2020, elegeu 1.524 vereadores e 99 prefeitos, entre os quais, seu primeiro prefeito de uma capital: Eduardo Braide em São Luís, Maranhão. Em 2021, chegou a filiar importantes nomes, dissidentes do governo de Jair Bolsonaro, como o ex-juiz e ex-ministro Sergio Moro e o general Santos Cruz.
Em 2022, o partido conseguiu superar a cláusula de barreira nas eleições gerais.
Em 22 novembro de 2022, foi anunciada a incorporação do Partido Social Cristão (PSC) ao Podemos, para que o primeiro continuasse recebendo o fundo partidário e tivesse acesso ao tempo de propaganda eleitoral na televisão e rádio. A convenção conjunta dos partidos, que formalizou a incorporação, foi realizada em 8 de dezembro de 2022. Em 16 de junho de 2023, o TSE homologou a incorporação. De início, a incorporação seria uma fusão, com a criação de um novo partido Podemos com o número eleitoral 20. Em 5 de março de 2024 foi oficializada a mudança do número eleitoral, deixando de ser 19 e passando a ser 20.

## Ideologia
Segundo representantes como sua presidente nacional, Renata Abreu, o Podemos não é de esquerda ou de direita, mas "para a frente", defensor de mais participação popular no processo de tomada de decisões.
O partido defende uma democracia participativa no Brasil, seja através de plebiscitos e referendos (como proposto na PEC 330/2017, de autoria de Renata Abreu, que propõe que a cada eleição o povo possa votar em mais do que candidatos, mas também em temas importantes de interesse da maioria), veto popular (como defende a PEC 331/2017, também de Renata Abreu, que pretende incluir na constituição o direito do povo de vetar leis já aprovadas) ou direito de revogação (conforme propõem a PEC 37/2016, de Alvaro Dias, e a PEC 332/2017, de Renata Abreu).
Na análise clássica das ciências políticas, é definido como sendo de centro-direita por englobar, em sua ideologia, apoio ao liberalismo econômico moderado contrário a medidas como privatização de empresas estratégicas, à distribuição de renda, à política verde, à defesa da mulher, ao voto facultativo, ao desarmamento civil e a políticas de prevenção ao uso de drogas. Ademais, por ter adotado uma postura anticorrupção após sua renovação em 2017, é favorável ao fim do Foro Privilegiado, à prisão em segunda instância, à transparência com contas/contratos públicos, à Operação Lava-Jato e contra o aumento do fundo eleitoral e partidário.

## Organização

### Parlamentares atuais
| Senadores atuais (4) | Senadores atuais (4)       | Senadores atuais (4) |
| UF                   | Senador e Legislaturas     | Imagem               |
| -------------------- | -------------------------- | -------------------- |
| ES                   | Marcos do Val 56ª e 57ª    | Marcos do Val        |
| MG                   | Carlos Viana 56ª e 57ª     | Carlos Viana         |
| MS                   | Soraya Thronicke 56ª e 57ª | Soraya Thronicke     |
| PA                   | Zequinha Marinho 56ª e 57ª | Zequinha Marinho     |
|                      |                            |                      |

| Deputados estaduais atuais (28) | Deputados estaduais atuais (28) | Deputados estaduais atuais (28) | Deputados estaduais atuais (28) |
| UF | Deputado(a)                     |                                 |                                 |
| --- | ------------------------------- | ------------------------------- | ------------------------------- |
| AC | Chico Viga*                     |                                 |                                 |
| PB | Lindolfo Pires                  |                                 |                                 |
| AM | Dermilson Chagas*               |                                 |                                 |
| AM | Wilker Barreto*                 |                                 |                                 |
| RO | Cássia Muleta                   |                                 |                                 |
| DF | Jorge Vianna                    | RO                              | Cirone Deiró                    |
| ES | Marcelo Santos*                 | RR                              | Aurelina Medeiros               |
| MG | Zé Reis*                        |                                 |                                 |
| PA | Igor Normando*                  |                                 |                                 |
| PB | Branco Mendes                   | SP                              | Márcio da Farmácia              |
| PB | Edmilson Soares                 | SP                              | Murilo Félix+                   |
| Observações: Em 2018, o Podemos elegeu 22 deputados estaduais. Nomes marcados com o símbolo * foram eleitos em 2018 por outros partidos. Nomes marcados com o símbolo + são suplentes empossados. Logo após a eleição de 2018, processos na Justiça Eleitoral deixaram Tiago Falcão (AM) e Jean Mendonça (RO) sem cargos. Rodrigo Maroni (RS) e Jânio Natal (BA) saíram do partido em março de 2020 e maio de 2020 respectivamente. Aprígio (SP) tornou-se prefeito de Taboão da Serra em janeiro de 2021. |                                 |                                 |                                 |

| Deputados federais atuais (15)                                                            | Deputados federais atuais (15)                        | Deputados federais atuais (15) |
| UF                                                                                        | Deputado(a) e Legislaturas                            | Imagem                         |
| ----------------------------------------------------------------------------------------- | ----------------------------------------------------- | ------------------------------ |
| BA                                                                                        | Raimundo Costa 56ª, 57ª                               |                                |
| ES                                                                                        | Dr. Victor Linhalis 57ª                               |                                |
| ES                                                                                        | Gilson Daniel 57ª                                     |                                |
| GO                                                                                        | Glaustin da Fokus 56ª, 57ª                            |                                |
| MA                                                                                        | Fabio Macedo 57ª                                      |                                |
| MG                                                                                        | Nely Aquino 57ª                                       |                                |
| PB                                                                                        | Romero Rodrigues 54ª, 57ª                             |                                |
| PB                                                                                        | Ruy Carneiro 54ª,56ª, 57ª                             |                                |
| PR                                                                                        | Luiz Carlos Hauly 49ª,50ª,51ª,52ª,53ª,54ª,55ª,56ª,57ª |                                |
| RJ                                                                                        | Sargento Portugal 57ª                                 |                                |
| RS                                                                                        | Mauricio Marcon 57ª                                   |                                |
| SP                                                                                        | Bruno Ganem 57ª                                       |                                |
| SP                                                                                        | Renata Abreu 55ª, 56ª, 57ª                            |                                |
| SP                                                                                        | Rodrigo Gambale 57ª                                   |                                |
| Observações: Em 2022, o Podemos elegeu 12 deputados federais.*Eleitos em outros partidos. |                                                       |                                |

| Data      | Filiados | Crescimento anual | Crescimento anual |
| --------- | -------- | ----------------- | ----------------- |
| dez./2006 | 72.742   | —                 | —                 |
| dez./2007 | 90.176   | 17.434            | +24%              |
| dez./2008 | 92.836   | 2.660             | +3%               |
| dez./2009 | 88.317   | 4.519             | -5%               |
| dez./2010 | 100.384  | 12.067            | +14%              |
| dez./2011 | 120.826  | 20.442            | +20%              |
| dez./2012 | 127.216  | 6.390             | +5%               |
| dez./2013 | 129.418  | 2.202             | +2%               |
| dez./2014 | 130.312  | 894               | +7%               |
| dez./2015 | 139.343  | 9.031             | +7%               |
| dez./2016 | 161.508  | 22.165            | +16%              |
| dez./2017 | 162.123  | 615               | +0,4%             |
| dez./2018 | 167.160  | 5.037             | +3%               |
| dez./2019 | 364.394  | 197.234           | +117%             |
| dez./2020 | 415.448  | 51.054            | +14%              |
| dez./2021 | 407.915  | 7.533             | -1,8%             |
| dez./2022 | 405.212  | 2.703             | -0,6%             |
| dez./2023 | 796.884  | 391.672           | +96,6%            |
| dez./2024 | 813.688  | 16.804            | +2,1%             |

## Desempenho eleitoral
| Legislatura      | Bancada  | %    | ± |
| ---------------- | -------- | ---- | - |
| 50ª (1995–1999)  | 0 / 513  | 0,00 | 0 |
| 51ª (1999–2003)  | 0 / 513  | 0,00 | 0 |
| 52ª (2003–2007)  | 0 / 513  | 0,00 | 0 |
| 53ª (2007–2011)  | 0 / 513  | 0,00 | 0 |
| 54ª (2011–2015)  | 0 / 513  | 0,00 | 0 |
| 55ª (2015–2019)  | 4 / 513  | 0,77 | 4 |
| 56ª (2019–2023)  | 11 / 513 | 2,14 | 7 |
| 57.ª (2023–2027) | 12 / 513 | 2,33 | 1 |

Os números das bancadas representam o início de cada legislatura, desconsiderando, por exemplo, parlamentares que tenham mudado de partido posteriormente.

### Eleições estaduais
| Participação e desempenho do PODE nas eleições estaduais de 2022 |                                       |                                             | |                                                               |                                                                                        |
| Candidatos majoritários eleitos. Em negrito estão os candidatos filiados ao PODE durante a eleição. Os cargos obtidos na Câmara Federal e nas Assembleias Legislativas são referentes às coligações proporcionais que o PODE compôs. Tais coligações não são necessariamente iguais às coligações majoritárias e geralmente são menores. Não estão listados os futuros suplentes empossados. \| UF \| Candidatos(as) a Governador(a) e Vice \| Candidatos(as) a Senadores(as) \| Coligação majoritária (governo e senado) \| Deputados(as) federais eleitos(as) \| Deputados(as) estaduais eleitos(as) \| \| -- \| ------------------------------------- \| ------------------------------------------- \| ---------------------------------------------------------------------------------------------------------------------------------------- \| ------------------------------------------------------------- \| -------------------------------------------------------------------------------------- \| \| AC \| Gladson Cameli (PP) \| Ney Amorim (PODE) \| PODE / PP / Fed. Sempre pra Frente (PSDB/Cidadania) / PDT / Solidariedade / Patriota / DC / PMN / PMB \| ninguém \| André da Droga Vale (PODE) Fagner Calegário (PODE) \| \| AC \| Mailza Gomes (PP) \| Ney Amorim (PODE) \| PODE / PP / Fed. Sempre pra Frente (PSDB/Cidadania) / PDT / Solidariedade / Patriota / DC / PMN / PMB \| ninguém \| André da Droga Vale (PODE) Fagner Calegário (PODE) \| \| AL \| Rodrigo Cunha (UNIÃO) \| Davi Davino Filho (PP) \| PODE / UNIÃO / Fed. Sempre pra Frente (PSDB/Cidadania) / PP / PSB \| ninguém \| ninguém \| \| AL \| Jó Pereira (PSDB) \| Davi Davino Filho (PP) \| PODE / UNIÃO / Fed. Sempre pra Frente (PSDB/Cidadania) / PP / PSB \| ninguém \| ninguém \| \| AM \| Henrique Oliveira (PODE) \| ninguém \| PODE / PROS \| ninguém \| ninguém \| \| AM \| Edward Malta (PROS) \| ninguém \| PODE / PROS \| ninguém \| ninguém \| \| AP \| Gilvam Borges (MDB) \| Rayssa Furlan (MDB) \| PODE / MDB \| \| Zeneide Costa (PODE) \| \| AP \| Helêne Camilo (MDB) \| Rayssa Furlan (MDB) \| PODE / MDB \| \| Zeneide Costa (PODE) \| \| BA \| ACM Neto (UNIÃO) \| Cacá Leão (PP) \| PODE / UNIÃO / Republicanos / PP / PDT / Fed. Sempre pra Frente (PSDB/Cidadania) / PSC / PTB / Solidariedade / PRTB / DC / PMN \| Raimundo Costa (PODE) \| ninguém \| \| BA \| Ana Coelho (Republicanos) \| Cacá Leão (PP) \| PODE / UNIÃO / Republicanos / PP / PDT / Fed. Sempre pra Frente (PSDB/Cidadania) / PSC / PTB / Solidariedade / PRTB / DC / PMN \| Raimundo Costa (PODE) \| ninguém \| \| CE \| Capitão Wagner (UNIÃO) \| Kamila Cardoso (Avante) \| PODE / UNIÃO / PL / Avante / Republicanos / PTB / PROS \| ninguém \| ninguém \| \| CE \| Raimundo Matos (PL) \| Kamila Cardoso (Avante) \| PODE / UNIÃO / PL / Avante / Republicanos / PTB / PROS \| ninguém \| ninguém \| \| DF \| Paulo Octávio (PSD) \| Carlos Rodrigues (PSD) \| PODE / PSD / PSC / Patriota / PMB \| ninguém \| ninguém \| \| DF \| Felipe Belmonte (PSC) \| Carlos Rodrigues (PSD) \| PODE / PSD / PSC / Patriota / PMB \| ninguém \| ninguém \| \| ES \| Renato Casagrande (PSB) \| Rose de Freitas (MDB) \| PODE / PSB / Fed. Sempre pra Frente (PSDB/Cidadania) / MDB / PDT / FE Brasil (PT/PCdoB/PV) / PP \| Gilson Daniel (PODE) Dr. Victor (PODE) \| Marcelo Santos (PODE) Lucas Scaramussa (PODE) Allan Ferreira (PODE) \| \| ES \| Ricardo Ferraço (PSDB) \| Rose de Freitas (MDB) \| PODE / PSB / Fed. Sempre pra Frente (PSDB/Cidadania) / MDB / PDT / FE Brasil (PT/PCdoB/PV) / PP \| Gilson Daniel (PODE) Dr. Victor (PODE) \| Marcelo Santos (PODE) Lucas Scaramussa (PODE) Allan Ferreira (PODE) \| \| GO \| Ronaldo Caiado (UNIÃO) \| Delegado Waldir (UNIÃO) \| PODE / UNIÃO / MDB / PP / PSD / PSC / Solidariedade / Avante / PTB / PDT / PROS / PRTB \| ninguém \| ninguém \| \| GO \| Daniel Vilela (MDB) \| Alexandre Baldy (PP) \| PODE / UNIÃO / MDB / PP / PSD / PSC / Solidariedade / Avante / PTB / PDT / PROS / PRTB \| ninguém \| ninguém \| \| GO \| Daniel Vilela (MDB) \| Vilmar Rocha (PSD) \| PODE / UNIÃO / MDB / PP / PSD / PSC / Solidariedade / Avante / PTB / PDT / PROS / PRTB \| ninguém \| ninguém \| \| MA \| Carlos Brandão (PSB) \| Flávio Dino (PSB) \| PODE / PSB / FE Brasil (PT/PCdoB/PV) / Fed. Sempre pra Frente (PSDB/Cidadania) / MDB / PP / Patriota \| Fábio Macedo (PODE) \| Leandro Bello (PODE) Júnior Cascaria (PODE) \| \| MA \| Felipe Camarão (PT) \| Flávio Dino (PSB) \| PODE / PSB / FE Brasil (PT/PCdoB/PV) / Fed. Sempre pra Frente (PSDB/Cidadania) / MDB / PP / Patriota \| Fábio Macedo (PODE) \| Leandro Bello (PODE) Júnior Cascaria (PODE) \| \| MG \| Romeu Zema (NOVO) \| Marcelo Aro (PP) \| PODE / NOVO / PP / MDB / Avante / Solidariedade / Patriota / Agir / DC / PMN \| Igor Timo (PODE) Nely Aquino (PODE) \| Lud Falcão (PODE) \| \| MG \| Professor Mateus (NOVO) \| Marcelo Aro (PP) \| PODE / NOVO / PP / MDB / Avante / Solidariedade / Patriota / Agir / DC / PMN \| Igor Timo (PODE) Nely Aquino (PODE) \| Lud Falcão (PODE) \| \| MS \| Rose Modesto (UNIÃO) \| Mandetta (UNIÃO) \| PODE / UNIÃO / PROS \| ninguém \| Professor Rinaldo Modesto (PODE) \| \| MS \| Alberto Schlatter (PODE) \| Mandetta (UNIÃO) \| PODE / UNIÃO / PROS \| ninguém \| Professor Rinaldo Modesto (PODE) \| \| MT \| Mauro Mendes (UNIÃO) \| Wellington Fagundes (PL) \| PODE / UNIÃO / PL / MDB / Fed. Sempre pra Frente (PSDB/Cidadania) / PROS / PSB \| ninguém \| ninguém \| \| MT \| Otaviano Pivetta (Republicanos) \| Wellington Fagundes (PL) \| PODE / UNIÃO / PL / MDB / Fed. Sempre pra Frente (PSDB/Cidadania) / PROS / PSB \| ninguém \| ninguém \| \| PA \| Helder Barbalho (MDB) \| Jardel Guimarães (PODE) candidatura isolada \| PODE / MDB / FE Brasil (PT/PCdoB/PV) / PP / Fed. Sempre pra Frente (PSDB/Cidadania) / PDT / PSD / PSB / Avante / Republicanos / PTB / DC \| ninguém \| Igor Normando (PODE) Renato Oliveira (PODE) \| \| PA \| Hana Ghassan (MDB) \| Jardel Guimarães (PODE) candidatura isolada \| PODE / MDB / FE Brasil (PT/PCdoB/PV) / PP / Fed. Sempre pra Frente (PSDB/Cidadania) / PDT / PSD / PSB / Avante / Republicanos / PTB / DC \| ninguém \| Igor Normando (PODE) Renato Oliveira (PODE) \| \| PB \| João Azevêdo (PSB) \| Pollyanna Dutra (PSB) \| PODE / PSB / PP / PSD / Republicanos / Avante / Patriota / Agir / PMN \| ninguém \| ninguém \| \| PB \| Lucas Ribeiro (PP) \| Pollyanna Dutra (PSB) \| PODE / PSB / PP / PSD / Republicanos / Avante / Patriota / Agir / PMN \| ninguém \| ninguém \| \| PE \| Miguel Coelho (UNIÃO) \| Carlos Andrade Lima (UNIÃO) \| PODE / UNIÃO / PSC / Patriota \| ninguém \| ninguém \| \| PE \| Alessandra Vieira (UNIÃO) \| Carlos Andrade Lima (UNIÃO) \| PODE / UNIÃO / PSC / Patriota \| ninguém \| ninguém \| \| PI \| Gessy Fonseca (PSC) indeferida \| Fábio Sérvio (PODE) desistiu da candidatura \| PODE / PSC \| ninguém \| ninguém \| \| PI \| Rogério Ribeiro (PSC) indeferido \| Fábio Sérvio (PODE) desistiu da candidatura \| PODE / PSC \| ninguém \| ninguém \| \| PR \| ninguém \| Álvaro Dias (PODE) \| PODE / Fed. Sempre pra Frente (PSDB/Cidadania) / PSB / Patriota / PSC \| Deltan Dallagnol (PODE) \| Fabio Oliveira (PODE) Denian Couto (PODE) \| \| RJ \| Cláudio Castro (PL) \| Romário (PL) \| PODE / PL / UNIÃO / MDB / Avante / PP / Republicanos / PSC / PTB / Solidariedade / PROS / PRTB / DC / PMN \| Sargento Portugal (PODE) \| Thiago Rangel (PODE) Arthur Monteiro (PODE) \| \| RJ \| Thiago Pampolha (UNIÃO) \| Romário (PL) \| PODE / PL / UNIÃO / MDB / Avante / PP / Republicanos / PSC / PTB / Solidariedade / PROS / PRTB / DC / PMN \| Sargento Portugal (PODE) \| Thiago Rangel (PODE) Arthur Monteiro (PODE) \| \| RN \| Styvenson Valentim (PODE) \| Geraldo Pinho (PODE) \| PODE \| ninguém \| ninguém \| \| RN \| Francisca Henrique (PODE) \| Geraldo Pinho (PODE) \| PODE \| ninguém \| ninguém \| \| RO \| Léo Moraes (PODE) \| Expedito Júnior (PSD) \| PODE / PSD / PMN \| ninguém \| Alan Queiroz (PODE) \| \| RO \| Coronel Rildo (PSD) \| Expedito Júnior (PSD) \| PODE / PSD / PMN \| ninguém \| Alan Queiroz (PODE) \| \| RR \| ninguém \| Ozeas Colares (PODE) \| PODE \| ninguém \| Joilma Teodora (PODE) Odilon (PODE) \| \| RS \| Eduardo Leite (PSDB) \| Ana Amélia Lemos (PSD) \| PODE / Fed. Sempre pra Frente (PSDB/Cidadania) / MDB / PSD / UNIÃO \| Mauricio Marcon (PODE) \| Professor Claudio (PODE) Santini (PODE) \| \| RS \| Gabriel Souza (MDB) \| Ana Amélia Lemos (PSD) \| PODE / Fed. Sempre pra Frente (PSDB/Cidadania) / MDB / PSD / UNIÃO \| Mauricio Marcon (PODE) \| Professor Claudio (PODE) Santini (PODE) \| \| SC \| Carlos Moisés (Republicanos) \| Celso Maldaner (MDB) \| PODE / Republicanos / MDB / Avante / PSC / DC \| ninguém \| Paulinha (PODE) Camilo Martins (PODE) Lucas Neves (PODE) \| \| SC \| Udo Döhler (MDB) \| Celso Maldaner (MDB) \| PODE / Republicanos / MDB / Avante / PSC / DC \| ninguém \| Paulinha (PODE) Camilo Martins (PODE) Lucas Neves (PODE) \| \| SE \| Alessandro Vieira (PSDB) \| Danielle Garcia (PODE) \| PODE / Fed. Sempre pra Frente (PSDB/Cidadania) \| ninguém \| ninguém \| \| SE \| Milton Andrade (Cidadania) \| Danielle Garcia (PODE) \| PODE / Fed. Sempre pra Frente (PSDB/Cidadania) \| ninguém \| ninguém \| \| SP \| Rodrigo Garcia (PSDB) \| Edson Aparecido (MDB) \| PODE / Fed. Sempre pra Frente (PSDB/Cidadania) / UNIÃO / MDB / PP / Avante / Solidariedade / Patriota / PROS \| Renata Abreu (PODE) Bruno Ganem (PODE) Rodrigo Gambale (PODE) \| Gerson Pessoa (PODE) Ricardo França (PODE) Clarice Ganem (PODE) Eduardo Nóbrega (PODE) \| \| SP \| Eugênio Zuliani (UNIÃO) \| Edson Aparecido (MDB) \| PODE / Fed. Sempre pra Frente (PSDB/Cidadania) / UNIÃO / MDB / PP / Avante / Solidariedade / Patriota / PROS \| Renata Abreu (PODE) Bruno Ganem (PODE) Rodrigo Gambale (PODE) \| Gerson Pessoa (PODE) Ricardo França (PODE) Clarice Ganem (PODE) Eduardo Nóbrega (PODE) \| \| TO \| Ronaldo Dimas (PL) \| apoio informal a Carlos Amastha (PSB)[82] \| PODE / PL / MDB \| ninguém \| ninguém \| \| TO \| Freire Júnior (MDB) \| apoio informal a Carlos Amastha (PSB)[82] \| PODE / PL / MDB \| ninguém \| ninguém \| |                                       |                                             | |                                                               |                                                                                        |
| UF | Candidatos(as) a Governador(a) e Vice | Candidatos(as) a Senadores(as)              | Coligação majoritária (governo e senado)                                                                                                 | Deputados(as) federais eleitos(as)                            | Deputados(as) estaduais eleitos(as)                                                    |
| AC | Gladson Cameli (PP)                   | Ney Amorim (PODE)                           | PODE / PP / Fed. Sempre pra Frente (PSDB/Cidadania) / PDT / Solidariedade / Patriota / DC / PMN / PMB                                    | ninguém                                                       | André da Droga Vale (PODE) Fagner Calegário (PODE)                                     |
| AC | Mailza Gomes (PP)                     | Ney Amorim (PODE)                           | PODE / PP / Fed. Sempre pra Frente (PSDB/Cidadania) / PDT / Solidariedade / Patriota / DC / PMN / PMB                                    | ninguém                                                       | André da Droga Vale (PODE) Fagner Calegário (PODE)                                     |
| AL | Rodrigo Cunha (UNIÃO)                 | Davi Davino Filho (PP)                      | PODE / UNIÃO / Fed. Sempre pra Frente (PSDB/Cidadania) / PP / PSB                                                                        | ninguém                                                       | ninguém                                                                                |
| AL | Jó Pereira (PSDB)                     | Davi Davino Filho (PP)                      | PODE / UNIÃO / Fed. Sempre pra Frente (PSDB/Cidadania) / PP / PSB                                                                        | ninguém                                                       | ninguém                                                                                |
| AM | Henrique Oliveira (PODE)              | ninguém                                     | PODE / PROS | ninguém                                                       | ninguém                                                                                |
| AM | Edward Malta (PROS)                   | ninguém                                     | PODE / PROS | ninguém                                                       | ninguém                                                                                |
| AP | Gilvam Borges (MDB)                   | Rayssa Furlan (MDB)                         | PODE / MDB |                                                               | Zeneide Costa (PODE)                                                                   |
| AP | Helêne Camilo (MDB)                   | Rayssa Furlan (MDB)                         | PODE / MDB |                                                               | Zeneide Costa (PODE)                                                                   |
| BA | ACM Neto (UNIÃO)                      | Cacá Leão (PP)                              | PODE / UNIÃO / Republicanos / PP / PDT / Fed. Sempre pra Frente (PSDB/Cidadania) / PSC / PTB / Solidariedade / PRTB / DC / PMN           | Raimundo Costa (PODE)                                         | ninguém                                                                                |
| BA | Ana Coelho (Republicanos)             | Cacá Leão (PP)                              | PODE / UNIÃO / Republicanos / PP / PDT / Fed. Sempre pra Frente (PSDB/Cidadania) / PSC / PTB / Solidariedade / PRTB / DC / PMN           | Raimundo Costa (PODE)                                         | ninguém                                                                                |
| CE | Capitão Wagner (UNIÃO)                | Kamila Cardoso (Avante)                     | PODE / UNIÃO / PL / Avante / Republicanos / PTB / PROS                                                                                   | ninguém                                                       | ninguém                                                                                |
| CE | Raimundo Matos (PL)                   | Kamila Cardoso (Avante)                     | PODE / UNIÃO / PL / Avante / Republicanos / PTB / PROS                                                                                   | ninguém                                                       | ninguém                                                                                |
| DF | Paulo Octávio (PSD)                   | Carlos Rodrigues (PSD)                      | PODE / PSD / PSC / Patriota / PMB | ninguém                                                       | ninguém                                                                                |
| DF | Felipe Belmonte (PSC)                 | Carlos Rodrigues (PSD)                      | PODE / PSD / PSC / Patriota / PMB | ninguém                                                       | ninguém                                                                                |
| ES | Renato Casagrande (PSB)               | Rose de Freitas (MDB)                       | PODE / PSB / Fed. Sempre pra Frente (PSDB/Cidadania) / MDB / PDT / FE Brasil (PT/PCdoB/PV) / PP                                          | Gilson Daniel (PODE) Dr. Victor (PODE)                        | Marcelo Santos (PODE) Lucas Scaramussa (PODE) Allan Ferreira (PODE)                    |
| ES | Ricardo Ferraço (PSDB)                | Rose de Freitas (MDB)                       | PODE / PSB / Fed. Sempre pra Frente (PSDB/Cidadania) / MDB / PDT / FE Brasil (PT/PCdoB/PV) / PP                                          | Gilson Daniel (PODE) Dr. Victor (PODE)                        | Marcelo Santos (PODE) Lucas Scaramussa (PODE) Allan Ferreira (PODE)                    |
| GO | Ronaldo Caiado (UNIÃO)                | Delegado Waldir (UNIÃO)                     | PODE / UNIÃO / MDB / PP / PSD / PSC / Solidariedade / Avante / PTB / PDT / PROS / PRTB                                                   | ninguém                                                       | ninguém                                                                                |
| GO | Daniel Vilela (MDB)                   | Alexandre Baldy (PP)                        | PODE / UNIÃO / MDB / PP / PSD / PSC / Solidariedade / Avante / PTB / PDT / PROS / PRTB                                                   | ninguém                                                       | ninguém                                                                                |
| GO | Daniel Vilela (MDB)                   | Vilmar Rocha (PSD)                          | PODE / UNIÃO / MDB / PP / PSD / PSC / Solidariedade / Avante / PTB / PDT / PROS / PRTB                                                   | ninguém                                                       | ninguém                                                                                |
| MA | Carlos Brandão (PSB)                  | Flávio Dino (PSB)                           | PODE / PSB / FE Brasil (PT/PCdoB/PV) / Fed. Sempre pra Frente (PSDB/Cidadania) / MDB / PP / Patriota                                     | Fábio Macedo (PODE)                                           | Leandro Bello (PODE) Júnior Cascaria (PODE)                                            |
| MA | Felipe Camarão (PT)                   | Flávio Dino (PSB)                           | PODE / PSB / FE Brasil (PT/PCdoB/PV) / Fed. Sempre pra Frente (PSDB/Cidadania) / MDB / PP / Patriota                                     | Fábio Macedo (PODE)                                           | Leandro Bello (PODE) Júnior Cascaria (PODE)                                            |
| MG | Romeu Zema (NOVO)                     | Marcelo Aro (PP)                            | PODE / NOVO / PP / MDB / Avante / Solidariedade / Patriota / Agir / DC / PMN                                                             | Igor Timo (PODE) Nely Aquino (PODE)                           | Lud Falcão (PODE)                                                                      |
| MG | Professor Mateus (NOVO)               | Marcelo Aro (PP)                            | PODE / NOVO / PP / MDB / Avante / Solidariedade / Patriota / Agir / DC / PMN                                                             | Igor Timo (PODE) Nely Aquino (PODE)                           | Lud Falcão (PODE)                                                                      |
| MS | Rose Modesto (UNIÃO)                  | Mandetta (UNIÃO)                            | PODE / UNIÃO / PROS | ninguém                                                       | Professor Rinaldo Modesto (PODE)                                                       |
| MS | Alberto Schlatter (PODE)              | Mandetta (UNIÃO)                            | PODE / UNIÃO / PROS | ninguém                                                       | Professor Rinaldo Modesto (PODE)                                                       |
| MT | Mauro Mendes (UNIÃO)                  | Wellington Fagundes (PL)                    | PODE / UNIÃO / PL / MDB / Fed. Sempre pra Frente (PSDB/Cidadania) / PROS / PSB                                                           | ninguém                                                       | ninguém                                                                                |
| MT | Otaviano Pivetta (Republicanos)       | Wellington Fagundes (PL)                    | PODE / UNIÃO / PL / MDB / Fed. Sempre pra Frente (PSDB/Cidadania) / PROS / PSB                                                           | ninguém                                                       | ninguém                                                                                |
| PA | Helder Barbalho (MDB)                 | Jardel Guimarães (PODE) candidatura isolada | PODE / MDB / FE Brasil (PT/PCdoB/PV) / PP / Fed. Sempre pra Frente (PSDB/Cidadania) / PDT / PSD / PSB / Avante / Republicanos / PTB / DC | ninguém                                                       | Igor Normando (PODE) Renato Oliveira (PODE)                                            |
| PA | Hana Ghassan (MDB)                    | Jardel Guimarães (PODE) candidatura isolada | PODE / MDB / FE Brasil (PT/PCdoB/PV) / PP / Fed. Sempre pra Frente (PSDB/Cidadania) / PDT / PSD / PSB / Avante / Republicanos / PTB / DC | ninguém                                                       | Igor Normando (PODE) Renato Oliveira (PODE)                                            |
| PB | João Azevêdo (PSB)                    | Pollyanna Dutra (PSB)                       | PODE / PSB / PP / PSD / Republicanos / Avante / Patriota / Agir / PMN                                                                    | ninguém                                                       | ninguém                                                                                |
| PB | Lucas Ribeiro (PP)                    | Pollyanna Dutra (PSB)                       | PODE / PSB / PP / PSD / Republicanos / Avante / Patriota / Agir / PMN                                                                    | ninguém                                                       | ninguém                                                                                |
| PE | Miguel Coelho (UNIÃO)                 | Carlos Andrade Lima (UNIÃO)                 | PODE / UNIÃO / PSC / Patriota | ninguém                                                       | ninguém                                                                                |
| PE | Alessandra Vieira (UNIÃO)             | Carlos Andrade Lima (UNIÃO)                 | PODE / UNIÃO / PSC / Patriota | ninguém                                                       | ninguém                                                                                |
| PI | Gessy Fonseca (PSC) indeferida        | Fábio Sérvio (PODE) desistiu da candidatura | PODE / PSC | ninguém                                                       | ninguém                                                                                |
| PI | Rogério Ribeiro (PSC) indeferido      | Fábio Sérvio (PODE) desistiu da candidatura | PODE / PSC | ninguém                                                       | ninguém                                                                                |
| PR | ninguém                               | Álvaro Dias (PODE)                          | PODE / Fed. Sempre pra Frente (PSDB/Cidadania) / PSB / Patriota / PSC                                                                    | Deltan Dallagnol (PODE)                                       | Fabio Oliveira (PODE) Denian Couto (PODE)                                              |
| RJ | Cláudio Castro (PL)                   | Romário (PL)                                | PODE / PL / UNIÃO / MDB / Avante / PP / Republicanos / PSC / PTB / Solidariedade / PROS / PRTB / DC / PMN                                | Sargento Portugal (PODE)                                      | Thiago Rangel (PODE) Arthur Monteiro (PODE)                                            |
| RJ | Thiago Pampolha (UNIÃO)               | Romário (PL)                                | PODE / PL / UNIÃO / MDB / Avante / PP / Republicanos / PSC / PTB / Solidariedade / PROS / PRTB / DC / PMN                                | Sargento Portugal (PODE)                                      | Thiago Rangel (PODE) Arthur Monteiro (PODE)                                            |
| RN | Styvenson Valentim (PODE)             | Geraldo Pinho (PODE)                        | PODE | ninguém                                                       | ninguém                                                                                |
| RN | Francisca Henrique (PODE)             | Geraldo Pinho (PODE)                        | PODE | ninguém                                                       | ninguém                                                                                |
| RO | Léo Moraes (PODE)                     | Expedito Júnior (PSD)                       | PODE / PSD / PMN | ninguém                                                       | Alan Queiroz (PODE)                                                                    |
| RO | Coronel Rildo (PSD)                   | Expedito Júnior (PSD)                       | PODE / PSD / PMN | ninguém                                                       | Alan Queiroz (PODE)                                                                    |
| RR | ninguém                               | Ozeas Colares (PODE)                        | PODE | ninguém                                                       | Joilma Teodora (PODE) Odilon (PODE)                                                    |
| RS | Eduardo Leite (PSDB)                  | Ana Amélia Lemos (PSD)                      | PODE / Fed. Sempre pra Frente (PSDB/Cidadania) / MDB / PSD / UNIÃO                                                                       | Mauricio Marcon (PODE)                                        | Professor Claudio (PODE) Santini (PODE)                                                |
| RS | Gabriel Souza (MDB)                   | Ana Amélia Lemos (PSD)                      | PODE / Fed. Sempre pra Frente (PSDB/Cidadania) / MDB / PSD / UNIÃO                                                                       | Mauricio Marcon (PODE)                                        | Professor Claudio (PODE) Santini (PODE)                                                |
| SC | Carlos Moisés (Republicanos)          | Celso Maldaner (MDB)                        | PODE / Republicanos / MDB / Avante / PSC / DC                                                                                            | ninguém                                                       | Paulinha (PODE) Camilo Martins (PODE) Lucas Neves (PODE)                               |
| SC | Udo Döhler (MDB)                      | Celso Maldaner (MDB)                        | PODE / Republicanos / MDB / Avante / PSC / DC                                                                                            | ninguém                                                       | Paulinha (PODE) Camilo Martins (PODE) Lucas Neves (PODE)                               |
| SE | Alessandro Vieira (PSDB)              | Danielle Garcia (PODE)                      | PODE / Fed. Sempre pra Frente (PSDB/Cidadania)                                                                                           | ninguém                                                       | ninguém                                                                                |
| SE | Milton Andrade (Cidadania)            | Danielle Garcia (PODE)                      | PODE / Fed. Sempre pra Frente (PSDB/Cidadania)                                                                                           | ninguém                                                       | ninguém                                                                                |
| SP | Rodrigo Garcia (PSDB)                 | Edson Aparecido (MDB)                       | PODE / Fed. Sempre pra Frente (PSDB/Cidadania) / UNIÃO / MDB / PP / Avante / Solidariedade / Patriota / PROS                             | Renata Abreu (PODE) Bruno Ganem (PODE) Rodrigo Gambale (PODE) | Gerson Pessoa (PODE) Ricardo França (PODE) Clarice Ganem (PODE) Eduardo Nóbrega (PODE) |
| SP | Eugênio Zuliani (UNIÃO)               | Edson Aparecido (MDB)                       | PODE / Fed. Sempre pra Frente (PSDB/Cidadania) / UNIÃO / MDB / PP / Avante / Solidariedade / Patriota / PROS                             | Renata Abreu (PODE) Bruno Ganem (PODE) Rodrigo Gambale (PODE) | Gerson Pessoa (PODE) Ricardo França (PODE) Clarice Ganem (PODE) Eduardo Nóbrega (PODE) |
| TO | Ronaldo Dimas (PL)                    | apoio informal a Carlos Amastha (PSB)       | PODE / PL / MDB | ninguém                                                       | ninguém                                                                                |
| TO | Freire Júnior (MDB)                   | apoio informal a Carlos Amastha (PSB)       | PODE / PL / MDB | ninguém                                                       | ninguém                                                                                |

| Participação e desempenho do PODE nas eleições estaduais de 2018 |                                       |                                | |                                                                       | |
| Candidatos majoritários eleitos (7 governadores e 11 senadores). Em negrito estão os candidatos filiados ao PODE durante a eleição. Os cargos obtidos na Câmara Federal e nas Assembleias Legislativas são referentes às coligações proporcionais que o PODE compôs. Tais coligações não são necessariamente iguais às coligações majoritárias e geralmente são menores. Não estão listados os futuros suplentes empossados. \| UF \| Candidatos(as) a Governador(a) e Vice \| Candidatos(as) a Senadores(as) \| Coligação majoritária (governo e senado) \| Deputados(as) federais eleitos(as) — 91 \| Deputados(as) estaduais eleitos(as) — 134 \| \| -- \| ---------------------------------------- \| ------------------------------ \| ------------------------------------------------------------------------------------------------------ \| --------------------------------------------------------------------- \| -------------------------------------------------------------------------------------------------- \| \| AC \| Marcus Alexandre (PT) \| Jorge Viana (PT) \| PODE / PT / PDT / PRB / PV / PROS / PCdoB / PSB / PHS / PRTB / DC / PPL / PMB / PSOL \| 1 PRB \| Josenildo Inácio (PODE) + 1 PRB, 1 PROS \| \| AC \| Emylson Farias (PDT) \| Ney Amorim (PT) \| PODE / PT / PDT / PRB / PV / PROS / PCdoB / PSB / PHS / PRTB / DC / PPL / PMB / PSOL \| 1 PRB \| Josenildo Inácio (PODE) + 1 PRB, 1 PROS \| \| AL \| Renan Filho (MDB) \| Renan Calheiros (MDB) \| PODE / MDB / PR / PT / PCdoB / PTB / PDT / PHS / PV / DC / PSD / PRP / PMB / PPS / PRTB / PMN / Avante \| 1 PSD, 1 PR, 1 PTB, 1 MDB, 1 PT \| 1 PDT, 1 PMN \| \| AL \| Luciano Barbosa (MDB) \| Maurício Quintella Lessa (PR) \| PODE / MDB / PR / PT / PCdoB / PTB / PDT / PHS / PV / DC / PSD / PRP / PMB / PPS / PRTB / PMN / Avante \| 1 PSD, 1 PR, 1 PTB, 1 MDB, 1 PT \| 1 PDT, 1 PMN \| \| AM \| David Almeida (PSB) \| ninguém \| PODE / PSB / PMN / PROS / PMB \| ninguém \| Abdala Fraxe (PODE) \| \| AM \| Chico Preto (PMN) \| ninguém \| PODE / PSB / PMN / PROS / PMB \| ninguém \| Abdala Fraxe (PODE) \| \| AP \| Davi Alcolumbre (DEM) \| Randolfe Rodrigues (REDE) \| PODE / DEM / PP / REDE / PSDB / PSD / PSC / PPL / SD / Avante / Patriota \| 1 Avante \| ninguém \| \| AP \| Silvana Vedovelli (PP) \| Sebastião Bala Rocha (PSDB) \| PODE / DEM / PP / REDE / PSDB / PSD / PSC / PPL / SD / Avante / Patriota \| 1 Avante \| ninguém \| \| BA \| Rui Costa (PT) \| Jacques Wagner (PT) \| PODE / PT / PP / PDT / PSD / PSB / PCdoB / PR / PRP / PMB / PMN / PROS / PTC / Avante \| João Carlos Bacelar (PODE) + 8 PT, 4 PSD, 4 PP, 2 PSB 2 PCdoB, 2 PR \| Jânio Natal (PODE) + 10 PT, 9 PSD, 7 PP, 4 PSB, 3 PDT, 1 PR, 1 PRP, 1 Avante \| \| BA \| João Leão (PP) \| Angelo Coronel (PSD) \| PODE / PT / PP / PDT / PSD / PSB / PCdoB / PR / PRP / PMB / PMN / PROS / PTC / Avante \| João Carlos Bacelar (PODE) + 8 PT, 4 PSD, 4 PP, 2 PSB 2 PCdoB, 2 PR \| Jânio Natal (PODE) + 10 PT, 9 PSD, 7 PP, 4 PSB, 3 PDT, 1 PR, 1 PRP, 1 Avante \| \| CE \| apoio informal a Camilo Santana (PT)[83] \| Eunício Oliveira (MDB) \| PT / PDT / PP / PSB / PR / PTB / DEM / PCdoB / PPS / PRP / PV / PMN / PPL / PRTB / PMB / Patriota \| 1 MDB, 1 SD, 1 PSD \| 4 MDB, 2 PSD, 2 SD, 1 PRB \| \| CE \| apoio informal a Izolda Cela (PDT)[83] \| Alberto Bardawil (PODE) \| PT / PDT / PP / PSB / PR / PTB / DEM / PCdoB / PPS / PRP / PV / PMN / PPL / PRTB / PMB / Patriota \| 1 MDB, 1 SD, 1 PSD \| 4 MDB, 2 PSD, 2 SD, 1 PRB \| \| DF \| Rogério Rosso (PSD) \| Cristovam Buarque (PPS) \| PODE / PSD / PRB / SD / PPS / PSC \| 1 PRB, 1 PPS \| Jorge Vianna (PODE) + 1 PSD \| \| DF \| Egmar Tavares (PRB) \| Fernando Marques (SD) \| PODE / PSD / PRB / SD / PPS / PSC \| 1 PRB, 1 PPS \| Jorge Vianna (PODE) + 1 PSD \| \| ES \| Rose de Freitas (PODE) \| Fabiano Contarato (REDE) \| PODE / PMN / PRTB / REDE / MDB / Patriota \| ninguém \| 1 PMN, 1 Patriota, 1 REDE \| \| ES \| Dr. Tanguy (PODE) \| Fabiano Contarato (REDE) \| PODE / PMN / PRTB / REDE / MDB / Patriota \| ninguém \| 1 PMN, 1 Patriota, 1 REDE \| \| GO \| Ronaldo Caiado (DEM) \| Jorge Kajuru (PRP) \| PODE / DEM / PRP / PROS / PMB / PR / PSC / DC / PSL / PMN / PTC / PRTB / PDT \| José Nelto (PODE) + 2 DEM, 1 PDT, 1 PSC, 1 PRP \| 2 PRP \| \| GO \| Lincoln Tejota (PROS) \| Wilder Morais (DEM) \| PODE / DEM / PRP / PROS / PMB / PR / PSC / DC / PSL / PMN / PTC / PRTB / PDT \| José Nelto (PODE) + 2 DEM, 1 PDT, 1 PSC, 1 PRP \| 2 PRP \| \| MA \| Roberto Rocha (PSDB) \| Zé Reinaldo (PSDB) \| PODE / PSDB / PHS / PMN / REDE / DC \| Aluísio Mendes (PODE) \| ninguém \| \| MA \| Graça Paz (PSDB) \| Alexandre Almeida (PSDB) \| PODE / PSDB / PHS / PMN / REDE / DC \| Aluísio Mendes (PODE) \| ninguém \| \| MG \| Adalclever Lopes (MDB) \| Fábio Cherem (PDT) \| PODE / MDB / PDT / PV / PROS / PRB \| Igor Timo (PODE) \| Rosângela Reis (PODE), Neilando Pimenta (PODE) + 7 MDB, 5 PV, 3 PRB, 2 PDT \| \| MG \| Adriana Buzelin (PV) \| Fábio Cherem (PDT) \| PODE / MDB / PDT / PV / PROS / PRB \| Igor Timo (PODE) \| Rosângela Reis (PODE), Neilando Pimenta (PODE) + 7 MDB, 5 PV, 3 PRB, 2 PDT \| \| MS \| Odilon de Oliveira (PDT) \| Beto Figueiró (PODE) \| PODE / PDT / PRB \| 1 PDT \| ninguém \| \| MS \| Marcos Vitor (PRB) \| Gilmar da Cruz (PRB) \| PODE / PDT / PRB \| 1 PDT \| ninguém \| \| MT \| Wellington Fagundes (PR) \| Adilton Sachetti (PRB) \| PODE / PR / PV / PRB / PCdoB / PTB / PP / PT / PMN / PROS \| José Medeiros (PODE) + 1 PODE, 1 PTB, 1 PP, 1 PT \| 1 PP, 1 PROS \| \| MT \| Sirlei Theis (PV) \| Professora Maria Lúcia (PCdoB) \| PODE / PR / PV / PRB / PCdoB / PTB / PP / PT / PMN / PROS \| José Medeiros (PODE) + 1 PODE, 1 PTB, 1 PP, 1 PT \| 1 PP, 1 PROS \| \| PA \| Helder Barbalho (MDB) \| Jader Barbalho (MDB) \| PODE / MDB / PR / PP / PSD / PRB / PTB / PROS / PSC / PSL / PHS / DC / PMB / PTC / Avante / Patriota \| 3 PSD, 2 MDB, 2 PTB, 1 PR, 1 PRB \| 2 PTB, 1 PSL \| \| PA \| Lúcio Vale (PR) \| Zequinha Marinho (PSC) \| PODE / MDB / PR / PP / PSD / PRB / PTB / PROS / PSC / PSL / PHS / DC / PMB / PTC / Avante / Patriota \| 3 PSD, 2 MDB, 2 PTB, 1 PR, 1 PRB \| 2 PTB, 1 PSL \| \| PB \| João Azevêdo (PSB) \| Veneziano Vital (PSB) \| PODE / PSB / PDT / PT / DEM / PR / PTB / PRP / PMN / PRB / PCdoB / PPS / REDE / PROS / Avante \| 1 PSB, 1 PDT, 1 PRB, 1 PT, 1 PTB, 1 DEM \| Branco Mendes (PODE), Edmilson Soares (PODE), João Gonçalves (PODE) + 8 PSB, 2 PTB, 1 PCdoB, 1 PRB \| \| PB \| Lígia Feliciano (PDT) \| Luiz Couto (PT) \| PODE / PSB / PDT / PT / DEM / PR / PTB / PRP / PMN / PRB / PCdoB / PPS / REDE / PROS / Avante \| 1 PSB, 1 PDT, 1 PRB, 1 PT, 1 PTB, 1 DEM \| Branco Mendes (PODE), Edmilson Soares (PODE), João Gonçalves (PODE) + 8 PSB, 2 PTB, 1 PCdoB, 1 PRB \| \| PE \| Armando Monteiro (PTB) \| Mendonça Filho (DEM) \| PODE / PTB / PSC / PSDB / DEM / PRB / PR / PPS / PSD / PSL / PHS / DC / PMB \| Ricardo Teobaldo (PODE) + 2 PRB, 1 DEM, 1 PSC, 1 PPS \| 3 DEM, 2 PTB, 1 PRB, 1 PSDB \| \| PE \| Fred Ferreira (PSC) \| Bruno Araújo (PSDB) \| PODE / PTB / PSC / PSDB / DEM / PRB / PR / PPS / PSD / PSL / PHS / DC / PMB \| Ricardo Teobaldo (PODE) + 2 PRB, 1 DEM, 1 PSC, 1 PPS \| 3 DEM, 2 PTB, 1 PRB, 1 PSDB \| \| PI \| Elmano Férrer (PODE) \| ninguém \| PODE / PV / REDE / PPS / PMB / PRP / PHS / Avante / Patriota \| ninguém \| 1 PV, 1 PPS \| \| PI \| Luiz Ayrton Júnior (PV) \| ninguém \| PODE / PV / REDE / PPS / PMB / PRP / PHS / Avante / Patriota \| ninguém \| 1 PV, 1 PPS \| \| PR \| Ratinho Júnior (PSD) \| Oriovisto Guimarães (PODE) \| PODE / PSD / PSC / PRB / PR / PPS / PHS / PV / Avante \| Diego Garcia (PODE) + 4 PSD, 3 PR, 1 PSC, 1 PPS \| Paulo Galo (PODE) \| \| PR \| Darci Piana (PSD) \| Oriovisto Guimarães (PODE) \| PODE / PSD / PSC / PRB / PR / PPS / PHS / PV / Avante \| Diego Garcia (PODE) + 4 PSD, 3 PR, 1 PSC, 1 PPS \| Paulo Galo (PODE) \| \| RJ \| Romário (PODE) \| Gabrielle Burcci (PMB) \| PODE / PR / REDE / PMB / PPL / PRP / PRB / PTC / Patriota \| 2 PR \| Bebeto Tetra (PODE) \| \| RJ \| Marcelo Delaroli (PR) \| Miro Teixeira (REDE) \| PODE / PR / REDE / PMB / PPL / PRP / PRB / PTC / Patriota \| 2 PR \| Bebeto Tetra (PODE) \| \| RN \| Carlos Eduardo Alves (PDT) \| Garibaldi Alves Filho (MDB) \| PODE / PDT / PP / MDB / DEM / PR / PTB \| 1 MDB \| 2 MDB, 1 DEM \| \| RN \| Kadu Ciarlini (PP) \| Antônio Jácome (PODE) \| PODE / PDT / PP / MDB / DEM / PR / PTB \| 1 MDB \| 2 MDB, 1 DEM \| \| RO \| Mauro de Carvalho (MDB) \| Confúcio Moura (MDB) \| PODE / MDB / PMN / PSC / PCdoB / PHS / PROS / PV \| Léo Moraes (PODE) + 1 MDB \| Cássia Muleta (PODE), Cirone Deiró (PODE), Jean Mendonça(PODE) \| \| RO \| Wagner de Freitas (MDB) \| Valdir Raupp (MDB) \| PODE / MDB / PMN / PSC / PCdoB / PHS / PROS / PV \| Léo Moraes (PODE) + 1 MDB \| Cássia Muleta (PODE), Cirone Deiró (PODE), Jean Mendonça(PODE) \| \| RR \| Suely Campos (PP) \| Ângela Portela (PDT) \| PODE / PP / PCdoB / PDT / PR / PRTB / PSB / PHS \| ninguém \| Aurelina Medeiros (PODE) \| \| RR \| Oleno Matos (PCdoB) \| Luciano Castro (PR) \| PODE / PP / PCdoB / PDT / PR / PRTB / PSB / PHS \| ninguém \| Aurelina Medeiros (PODE) \| \| RS \| Jairo Jorge (PDT) \| Ana Varela (PODE) \| PODE / PDT / SD / PV / PMB / PPL / Avante \| ninguém \| Rodrigo Maroni (PODE) \| \| RS \| Cláudio Bier (PV) \| Sandra Weber (SD) \| PODE / PDT / SD / PV / PMB / PPL / Avante \| ninguém \| Rodrigo Maroni (PODE) \| \| SC \| Gelson Merisio (PSD) \| Esperidião Amin (PP) \| PODE / PSD / DEM / PP / PCdoB / PDT / PRB / PSB / PV / SD / PSC / PROS / PHS / PRP / PPL \| ninguém \| 2 PDT \| \| SC \| João Paulo Kleinübing (DEM) \| Raimundo Colombo (PSD) \| PODE / PSD / DEM / PP / PCdoB / PDT / PRB / PSB / PV / SD / PSC / PROS / PHS / PRP / PPL \| ninguém \| 2 PDT \| \| SE \| ninguém \| ninguém \| nenhuma \| ninguém \| Diná Almeida (PODE), Zezinho Sobral (PODE) \| \| SP \| Márcio França (PSB) \| Maurren Maggi (PSB) \| PODE / PSB / PR / PSC / PPS / PTB / PV / PMB / PHS / PPL / PRP / PROS / SD / Avante / Patriota \| Marco Feliciano (PODE), Renata Abreu (PODE), Roberto de Lucena (PODE) \| Aprígio (PODE), Ataíde Teruel (PODE), Bruno Ganem (PODE), Márcio da Farmácia (PODE) \| \| SP \| Coronel Eliane Nikoluk (PR) \| Mário Covas Neto (PODE) \| PODE / PSB / PR / PSC / PPS / PTB / PV / PMB / PHS / PPL / PRP / PROS / SD / Avante / Patriota \| Marco Feliciano (PODE), Renata Abreu (PODE), Roberto de Lucena (PODE) \| Aprígio (PODE), Ataíde Teruel (PODE), Bruno Ganem (PODE), Márcio da Farmácia (PODE) \| \| TO \| Carlos Amastha (PSB) \| Vicentinho Alves (PR) \| PODE / PSB / PSDB / PR / MDB / PSC \| 1 PSC, 1 PR, 1 MDB \| 5 MDB, 2 PSDB, 1 PSB, 1 PR \| \| TO \| Oswaldo Stival Jr (SDB) \| Ataídes Oliveira (PSDB) \| PODE / PSB / PSDB / PR / MDB / PSC \| 1 PSC, 1 PR, 1 MDB \| 5 MDB, 2 PSDB, 1 PSB, 1 PR \| |                                       |                                | |                                                                       | |
| UF | Candidatos(as) a Governador(a) e Vice | Candidatos(as) a Senadores(as) | Coligação majoritária (governo e senado)                                                               | Deputados(as) federais eleitos(as) — 91                               | Deputados(as) estaduais eleitos(as) — 134                                                          |
| AC | Marcus Alexandre (PT)                 | Jorge Viana (PT)               | PODE / PT / PDT / PRB / PV / PROS / PCdoB / PSB / PHS / PRTB / DC / PPL / PMB / PSOL                   | 1 PRB                                                                 | Josenildo Inácio (PODE) + 1 PRB, 1 PROS                                                            |
| AC | Emylson Farias (PDT)                  | Ney Amorim (PT)                | PODE / PT / PDT / PRB / PV / PROS / PCdoB / PSB / PHS / PRTB / DC / PPL / PMB / PSOL                   | 1 PRB                                                                 | Josenildo Inácio (PODE) + 1 PRB, 1 PROS                                                            |
| AL | Renan Filho (MDB)                     | Renan Calheiros (MDB)          | PODE / MDB / PR / PT / PCdoB / PTB / PDT / PHS / PV / DC / PSD / PRP / PMB / PPS / PRTB / PMN / Avante | 1 PSD, 1 PR, 1 PTB, 1 MDB, 1 PT                                       | 1 PDT, 1 PMN                                                                                       |
| AL | Luciano Barbosa (MDB)                 | Maurício Quintella Lessa (PR)  | PODE / MDB / PR / PT / PCdoB / PTB / PDT / PHS / PV / DC / PSD / PRP / PMB / PPS / PRTB / PMN / Avante | 1 PSD, 1 PR, 1 PTB, 1 MDB, 1 PT                                       | 1 PDT, 1 PMN                                                                                       |
| AM | David Almeida (PSB)                   | ninguém                        | PODE / PSB / PMN / PROS / PMB                                                                          | ninguém                                                               | Abdala Fraxe (PODE)                                                                                |
| AM | Chico Preto (PMN)                     | ninguém                        | PODE / PSB / PMN / PROS / PMB                                                                          | ninguém                                                               | Abdala Fraxe (PODE)                                                                                |
| AP | Davi Alcolumbre (DEM)                 | Randolfe Rodrigues (REDE)      | PODE / DEM / PP / REDE / PSDB / PSD / PSC / PPL / SD / Avante / Patriota                               | 1 Avante                                                              | ninguém                                                                                            |
| AP | Silvana Vedovelli (PP)                | Sebastião Bala Rocha (PSDB)    | PODE / DEM / PP / REDE / PSDB / PSD / PSC / PPL / SD / Avante / Patriota                               | 1 Avante                                                              | ninguém                                                                                            |
| BA | Rui Costa (PT)                        | Jacques Wagner (PT)            | PODE / PT / PP / PDT / PSD / PSB / PCdoB / PR / PRP / PMB / PMN / PROS / PTC / Avante                  | João Carlos Bacelar (PODE) + 8 PT, 4 PSD, 4 PP, 2 PSB 2 PCdoB, 2 PR   | Jânio Natal (PODE) + 10 PT, 9 PSD, 7 PP, 4 PSB, 3 PDT, 1 PR, 1 PRP, 1 Avante                       |
| BA | João Leão (PP)                        | Angelo Coronel (PSD)           | PODE / PT / PP / PDT / PSD / PSB / PCdoB / PR / PRP / PMB / PMN / PROS / PTC / Avante                  | João Carlos Bacelar (PODE) + 8 PT, 4 PSD, 4 PP, 2 PSB 2 PCdoB, 2 PR   | Jânio Natal (PODE) + 10 PT, 9 PSD, 7 PP, 4 PSB, 3 PDT, 1 PR, 1 PRP, 1 Avante                       |
| CE | apoio informal a Camilo Santana (PT)  | Eunício Oliveira (MDB)         | PT / PDT / PP / PSB / PR / PTB / DEM / PCdoB / PPS / PRP / PV / PMN / PPL / PRTB / PMB / Patriota      | 1 MDB, 1 SD, 1 PSD                                                    | 4 MDB, 2 PSD, 2 SD, 1 PRB                                                                          |
| CE | apoio informal a Izolda Cela (PDT)    | Alberto Bardawil (PODE)        | PT / PDT / PP / PSB / PR / PTB / DEM / PCdoB / PPS / PRP / PV / PMN / PPL / PRTB / PMB / Patriota      | 1 MDB, 1 SD, 1 PSD                                                    | 4 MDB, 2 PSD, 2 SD, 1 PRB                                                                          |
| DF | Rogério Rosso (PSD)                   | Cristovam Buarque (PPS)        | PODE / PSD / PRB / SD / PPS / PSC                                                                      | 1 PRB, 1 PPS                                                          | Jorge Vianna (PODE) + 1 PSD                                                                        |
| DF | Egmar Tavares (PRB)                   | Fernando Marques (SD)          | PODE / PSD / PRB / SD / PPS / PSC                                                                      | 1 PRB, 1 PPS                                                          | Jorge Vianna (PODE) + 1 PSD                                                                        |
| ES | Rose de Freitas (PODE)                | Fabiano Contarato (REDE)       | PODE / PMN / PRTB / REDE / MDB / Patriota                                                              | ninguém                                                               | 1 PMN, 1 Patriota, 1 REDE                                                                          |
| ES | Dr. Tanguy (PODE)                     | Fabiano Contarato (REDE)       | PODE / PMN / PRTB / REDE / MDB / Patriota                                                              | ninguém                                                               | 1 PMN, 1 Patriota, 1 REDE                                                                          |
| GO | Ronaldo Caiado (DEM)                  | Jorge Kajuru (PRP)             | PODE / DEM / PRP / PROS / PMB / PR / PSC / DC / PSL / PMN / PTC / PRTB / PDT                           | José Nelto (PODE) + 2 DEM, 1 PDT, 1 PSC, 1 PRP                        | 2 PRP                                                                                              |
| GO | Lincoln Tejota (PROS)                 | Wilder Morais (DEM)            | PODE / DEM / PRP / PROS / PMB / PR / PSC / DC / PSL / PMN / PTC / PRTB / PDT                           | José Nelto (PODE) + 2 DEM, 1 PDT, 1 PSC, 1 PRP                        | 2 PRP                                                                                              |
| MA | Roberto Rocha (PSDB)                  | Zé Reinaldo (PSDB)             | PODE / PSDB / PHS / PMN / REDE / DC                                                                    | Aluísio Mendes (PODE)                                                 | ninguém                                                                                            |
| MA | Graça Paz (PSDB)                      | Alexandre Almeida (PSDB)       | PODE / PSDB / PHS / PMN / REDE / DC                                                                    | Aluísio Mendes (PODE)                                                 | ninguém                                                                                            |
| MG | Adalclever Lopes (MDB)                | Fábio Cherem (PDT)             | PODE / MDB / PDT / PV / PROS / PRB                                                                     | Igor Timo (PODE)                                                      | Rosângela Reis (PODE), Neilando Pimenta (PODE) + 7 MDB, 5 PV, 3 PRB, 2 PDT                         |
| MG | Adriana Buzelin (PV)                  | Fábio Cherem (PDT)             | PODE / MDB / PDT / PV / PROS / PRB                                                                     | Igor Timo (PODE)                                                      | Rosângela Reis (PODE), Neilando Pimenta (PODE) + 7 MDB, 5 PV, 3 PRB, 2 PDT                         |
| MS | Odilon de Oliveira (PDT)              | Beto Figueiró (PODE)           | PODE / PDT / PRB                                                                                       | 1 PDT                                                                 | ninguém                                                                                            |
| MS | Marcos Vitor (PRB)                    | Gilmar da Cruz (PRB)           | PODE / PDT / PRB                                                                                       | 1 PDT                                                                 | ninguém                                                                                            |
| MT | Wellington Fagundes (PR)              | Adilton Sachetti (PRB)         | PODE / PR / PV / PRB / PCdoB / PTB / PP / PT / PMN / PROS                                              | José Medeiros (PODE) + 1 PODE, 1 PTB, 1 PP, 1 PT                      | 1 PP, 1 PROS                                                                                       |
| MT | Sirlei Theis (PV)                     | Professora Maria Lúcia (PCdoB) | PODE / PR / PV / PRB / PCdoB / PTB / PP / PT / PMN / PROS                                              | José Medeiros (PODE) + 1 PODE, 1 PTB, 1 PP, 1 PT                      | 1 PP, 1 PROS                                                                                       |
| PA | Helder Barbalho (MDB)                 | Jader Barbalho (MDB)           | PODE / MDB / PR / PP / PSD / PRB / PTB / PROS / PSC / PSL / PHS / DC / PMB / PTC / Avante / Patriota   | 3 PSD, 2 MDB, 2 PTB, 1 PR, 1 PRB                                      | 2 PTB, 1 PSL                                                                                       |
| PA | Lúcio Vale (PR)                       | Zequinha Marinho (PSC)         | PODE / MDB / PR / PP / PSD / PRB / PTB / PROS / PSC / PSL / PHS / DC / PMB / PTC / Avante / Patriota   | 3 PSD, 2 MDB, 2 PTB, 1 PR, 1 PRB                                      | 2 PTB, 1 PSL                                                                                       |
| PB | João Azevêdo (PSB)                    | Veneziano Vital (PSB)          | PODE / PSB / PDT / PT / DEM / PR / PTB / PRP / PMN / PRB / PCdoB / PPS / REDE / PROS / Avante          | 1 PSB, 1 PDT, 1 PRB, 1 PT, 1 PTB, 1 DEM                               | Branco Mendes (PODE), Edmilson Soares (PODE), João Gonçalves (PODE) + 8 PSB, 2 PTB, 1 PCdoB, 1 PRB |
| PB | Lígia Feliciano (PDT)                 | Luiz Couto (PT)                | PODE / PSB / PDT / PT / DEM / PR / PTB / PRP / PMN / PRB / PCdoB / PPS / REDE / PROS / Avante          | 1 PSB, 1 PDT, 1 PRB, 1 PT, 1 PTB, 1 DEM                               | Branco Mendes (PODE), Edmilson Soares (PODE), João Gonçalves (PODE) + 8 PSB, 2 PTB, 1 PCdoB, 1 PRB |
| PE | Armando Monteiro (PTB)                | Mendonça Filho (DEM)           | PODE / PTB / PSC / PSDB / DEM / PRB / PR / PPS / PSD / PSL / PHS / DC / PMB                            | Ricardo Teobaldo (PODE) + 2 PRB, 1 DEM, 1 PSC, 1 PPS                  | 3 DEM, 2 PTB, 1 PRB, 1 PSDB                                                                        |
| PE | Fred Ferreira (PSC)                   | Bruno Araújo (PSDB)            | PODE / PTB / PSC / PSDB / DEM / PRB / PR / PPS / PSD / PSL / PHS / DC / PMB                            | Ricardo Teobaldo (PODE) + 2 PRB, 1 DEM, 1 PSC, 1 PPS                  | 3 DEM, 2 PTB, 1 PRB, 1 PSDB                                                                        |
| PI | Elmano Férrer (PODE)                  | ninguém                        | PODE / PV / REDE / PPS / PMB / PRP / PHS / Avante / Patriota                                           | ninguém                                                               | 1 PV, 1 PPS                                                                                        |
| PI | Luiz Ayrton Júnior (PV)               | ninguém                        | PODE / PV / REDE / PPS / PMB / PRP / PHS / Avante / Patriota                                           | ninguém                                                               | 1 PV, 1 PPS                                                                                        |
| PR | Ratinho Júnior (PSD)                  | Oriovisto Guimarães (PODE)     | PODE / PSD / PSC / PRB / PR / PPS / PHS / PV / Avante                                                  | Diego Garcia (PODE) + 4 PSD, 3 PR, 1 PSC, 1 PPS                       | Paulo Galo (PODE)                                                                                  |
| PR | Darci Piana (PSD)                     | Oriovisto Guimarães (PODE)     | PODE / PSD / PSC / PRB / PR / PPS / PHS / PV / Avante                                                  | Diego Garcia (PODE) + 4 PSD, 3 PR, 1 PSC, 1 PPS                       | Paulo Galo (PODE)                                                                                  |
| RJ | Romário (PODE)                        | Gabrielle Burcci (PMB)         | PODE / PR / REDE / PMB / PPL / PRP / PRB / PTC / Patriota                                              | 2 PR                                                                  | Bebeto Tetra (PODE)                                                                                |
| RJ | Marcelo Delaroli (PR)                 | Miro Teixeira (REDE)           | PODE / PR / REDE / PMB / PPL / PRP / PRB / PTC / Patriota                                              | 2 PR                                                                  | Bebeto Tetra (PODE)                                                                                |
| RN | Carlos Eduardo Alves (PDT)            | Garibaldi Alves Filho (MDB)    | PODE / PDT / PP / MDB / DEM / PR / PTB                                                                 | 1 MDB                                                                 | 2 MDB, 1 DEM                                                                                       |
| RN | Kadu Ciarlini (PP)                    | Antônio Jácome (PODE)          | PODE / PDT / PP / MDB / DEM / PR / PTB                                                                 | 1 MDB                                                                 | 2 MDB, 1 DEM                                                                                       |
| RO | Mauro de Carvalho (MDB)               | Confúcio Moura (MDB)           | PODE / MDB / PMN / PSC / PCdoB / PHS / PROS / PV                                                       | Léo Moraes (PODE) + 1 MDB                                             | Cássia Muleta (PODE), Cirone Deiró (PODE), Jean Mendonça(PODE)                                     |
| RO | Wagner de Freitas (MDB)               | Valdir Raupp (MDB)             | PODE / MDB / PMN / PSC / PCdoB / PHS / PROS / PV                                                       | Léo Moraes (PODE) + 1 MDB                                             | Cássia Muleta (PODE), Cirone Deiró (PODE), Jean Mendonça(PODE)                                     |
| RR | Suely Campos (PP)                     | Ângela Portela (PDT)           | PODE / PP / PCdoB / PDT / PR / PRTB / PSB / PHS                                                        | ninguém                                                               | Aurelina Medeiros (PODE)                                                                           |
| RR | Oleno Matos (PCdoB)                   | Luciano Castro (PR)            | PODE / PP / PCdoB / PDT / PR / PRTB / PSB / PHS                                                        | ninguém                                                               | Aurelina Medeiros (PODE)                                                                           |
| RS | Jairo Jorge (PDT)                     | Ana Varela (PODE)              | PODE / PDT / SD / PV / PMB / PPL / Avante                                                              | ninguém                                                               | Rodrigo Maroni (PODE)                                                                              |
| RS | Cláudio Bier (PV)                     | Sandra Weber (SD)              | PODE / PDT / SD / PV / PMB / PPL / Avante                                                              | ninguém                                                               | Rodrigo Maroni (PODE)                                                                              |
| SC | Gelson Merisio (PSD)                  | Esperidião Amin (PP)           | PODE / PSD / DEM / PP / PCdoB / PDT / PRB / PSB / PV / SD / PSC / PROS / PHS / PRP / PPL               | ninguém                                                               | 2 PDT                                                                                              |
| SC | João Paulo Kleinübing (DEM)           | Raimundo Colombo (PSD)         | PODE / PSD / DEM / PP / PCdoB / PDT / PRB / PSB / PV / SD / PSC / PROS / PHS / PRP / PPL               | ninguém                                                               | 2 PDT                                                                                              |
| SE | ninguém                               | ninguém                        | nenhuma                                                                                                | ninguém                                                               | Diná Almeida (PODE), Zezinho Sobral (PODE)                                                         |
| SP | Márcio França (PSB)                   | Maurren Maggi (PSB)            | PODE / PSB / PR / PSC / PPS / PTB / PV / PMB / PHS / PPL / PRP / PROS / SD / Avante / Patriota         | Marco Feliciano (PODE), Renata Abreu (PODE), Roberto de Lucena (PODE) | Aprígio (PODE), Ataíde Teruel (PODE), Bruno Ganem (PODE), Márcio da Farmácia (PODE)                |
| SP | Coronel Eliane Nikoluk (PR)           | Mário Covas Neto (PODE)        | PODE / PSB / PR / PSC / PPS / PTB / PV / PMB / PHS / PPL / PRP / PROS / SD / Avante / Patriota         | Marco Feliciano (PODE), Renata Abreu (PODE), Roberto de Lucena (PODE) | Aprígio (PODE), Ataíde Teruel (PODE), Bruno Ganem (PODE), Márcio da Farmácia (PODE)                |
| TO | Carlos Amastha (PSB)                  | Vicentinho Alves (PR)          | PODE / PSB / PSDB / PR / MDB / PSC                                                                     | 1 PSC, 1 PR, 1 MDB                                                    | 5 MDB, 2 PSDB, 1 PSB, 1 PR                                                                         |
| TO | Oswaldo Stival Jr (SDB)               | Ataídes Oliveira (PSDB)        | PODE / PSB / PSDB / PR / MDB / PSC                                                                     | 1 PSC, 1 PR, 1 MDB                                                    | 5 MDB, 2 PSDB, 1 PSB, 1 PR                                                                         |

### Eleições presidenciais
| Ano  | Imagem                                                | Candidato(a) à presidência | Candidato(a) à vice-presidência | Coligação                                                                         | Votos               | Posição |
| ---- | ----------------------------------------------------- | -------------------------- | ------------------------------- | --------------------------------------------------------------------------------- | ------------------- | ------- |
| 1998 | —                                                     | Thereza Ruiz (PTN)         | Eduardo Gomes (PTN)             | Sem coligação                                                                     | 166.138 (0,23%)     | 10ª     |
| 2010 |                                                       | Dilma Rousseff (PT)        | Michel Temer (PMDB)             | Para o Brasil Seguir Mudando (PT, PMDB, PR, PSB, PDT, PCdoB, PSC, PRB, PTC e PTN) | 55.752.529 (56,05%) | 1ª      |
| 2014 | ligação=Ficheiro:Aécio Neves em 16 de julho de 2014-3 | Aécio Neves (PSDB)         | Aloysio Nunes (PSDB)            | Muda Brasil (PSDB, PMN, Solidariedade, DEM, PEN, PTN, PTB, PTC e PTdoB)           | 51.036.040 (48,36%) | 2ª      |
| 2018 |                                                       | Alvaro Dias (PODE)         | Paulo Rabello de Castro (PSC)   | Mudança de Verdade (PODE, PRP, PSC e PTC)                                         | 859.574 (0,8%)      | 9ª      |
| 2022 |                                                       | Simone Tebet (MDB)         | Mara Gabrilli (PSDB)            | Brasil para Todos (MDB, Federação PSDB Cidadania e PODE)                          | 4.915.423 (4,16%)   | 3ª      |